# USS Constellation (CV-64)
«Констеллейшн» (англ. USS Constellation (CV-64)) — американский авианосец, второй корабль типа «Китти-Хок». Третий корабль ВМС США с таким названием. «Constellation» в переводе с английского «Созвездие», корабль назван так в честь «нового созвездия» (англ. new constellation of stars) на флаге США.
Контракт на постройку авианосца был заключён с Нью-Йоркской военно-морской верфью 1 июля 1956 года, киль корабля заложен 14 сентября 1957 года на верфях в Нью-Йорке. Во время постройки на корабле произошёл сильный пожар в результате которого погибло 50 человек и было ранено 323 человека . Пожар нанёс ущерба на 72 миллиона долларов, а постройка затянулась на лишние 7 месяцев. 
Ввод в состав флота состоялся 27 октября 1961 года.
Основным местом службы авианосца был Тихий океан, принимал активное участие в боевых действиях во Вьетнамской войне (1965—1973).
В конце 1972 года на корабле вспыхнул мятеж, чёрные члены команды провели несколько акций неповиновения командованию . Инциденты продолжались примерно до лета 1973 года. В результате всё разрешилось благополучно, но произошедшее сильно повлияло на репутацию корабля и команды.
В июне 1974 года «Констеллейшн» прибыл на боевое дежурство в Персидский залив, это было первым посещением залива американским авианосцем с 1949 года. В последующие годы авианосец осуществлял походы к берегам Йемена и Ирана а также участвовал в учениях на Тихом океане.
Во время вьетнамо-китайской войны (весна 1979) авианосное ударное соединение Тихоокеанского флота США во главе с авианосцем «Констеллейшн»  дежурило перед входом в Тонкинский залив. 
С начала 90-х «Констеллейшн» участвовал в нескольких операциях в Персидском заливе[каких?].
Авианосец был выведен из состава флота 7 августа 2003 года, во флоте его заменил атомный «Рональд Рейган» (CVN-76).

## Современный статус
Находится в заливе Синклер, военно-морская база Военно-морская верфь и промежуточная станция технического обслуживания Пьюджет-Саунд близ Бремертона, штат Вашингтон. Координаты 47°33′08″ N, 122°39′16″ W. 
Разобран на металлом в городе Браунсвилл в 2016 году.

## Галерея
- Констеллейшн во время учений у Алеутских островов.
- Президент Рональд Рейган на борту авианосца.
- Вид сверху на палубу.
- В Сиднее.